# آلن گرین (بازیکن فوتبال، زاده ۱۹۵۱)
آلن گرین (انگلیسی: Alan Green؛ زادهٔ ۱۹ آوریل ۱۹۵۱) بازیکن فوتبال اهل بریتانیا است.
از باشگاه‌هایی که در آن بازی کرده‌است می‌توان به باشگاه فوتبال منزفیلد تاون اشاره کرد.